# John L. O’Sullivan
John Louis O’Sullivan (ur. 15 listopada 1813, zm. 24 marca 1895 w Nowym Jorku) – amerykański dziennikarz, polityk i dyplomata.
Urodził się na statku znajdującym się wówczas na północnym Atlantyku, w rodzinie Irlandczyka Johna O’Sullivana, naturalizowanego w Stanach Zjednoczonych i Mary Rowly, Angielki.
Był współzałożycielem i redaktorem pisma politycznego „The United States Magazine and Democratic Review”. Jest autorem pojęcia popularnego pojęcia: Objawione Przeznaczenie, mającego wyjaśniać przyczyny amerykańskiej ekspansji. Było ono bardzo popularne w dyspucie politycznej lat 40. i 50. XIX wieku.
W 1841 został wybrany do zgromadzenia stanowego. W 1848 wziął udział w wyprawie filibusterskiej Narciso Lopeza na Kubę. W latach 1854–1858 był amerykańskim przedstawicielem dyplomatycznym w Portugalii.
Zmarł w biedzie i zapomnieniu.